# Iztok Mlakar
Iztok Mlakar, slovenski kantavtor, gledališki igralec in dramatik, * 21. junij 1961, Postojna.
Leta 1986 je diplomiral iz dramske igre na AGRFT v Ljubljani. Kot igralec je stalno zaposlen v Slovenskem narodnem gledališču Nova Gorica v Novi Gorici. Je avtor številnih pesmi za gledališke igre, predvsem pa je poznan kot avtor in pevec svojih pesmi šansonskega stila. Leta 1993 je prejel Ježkovo nagrado. Iztok Mlakar sodi poleg Adija Smolarja verjetno med najbolj prepoznavne slovenske kantavtorjev, priljubljene na začetku 21. stoletja.

## Življenjepis
Po gimnaziji v Novi Gorici, kjer je že igral v dramski sekciji, se je vpisal na Akademijo za gledališče, radio, film in televizijo v Ljubljani, kjer je leta 1986 diplomiral. Prvo profesionalno nagrado je prejel na Borštnikovem srečanju - nagrado za mladega igralca za vlogo Juda v predstavi Evangelij po Judu. Poleg akademije se je izobraževal še iz Commedie dell'arte in tri leta iz pantomime. Od sezone 1984/1985 je redno zaposlen v SNG Nova Gorica. V mladih letih je igral v skupini Stibor. Leta 1990 je izdal svojo prvo kaseto Štorije in Baldorije (zgoščenka je izšla dve leti kasneje), čez štiri leta so jim sledile še Balade in štroncade. Leta 2001 je izdal Rimarije iz oštarije. Ploščo je zaznamovala pesem Ivo Balila, zaradi katere je veliko medijsko pozornost vzbudil Ivo Hvalica, saj je menil, da je bila pesem napisana o njem. Mlakar je to zanikal. Leta 2008 so sledile Romance brez krjance ter leta 2017 Porkaeva!. Vse plošče so bile prodajne uspešnice, pesmi pa med ljudmi izjemno priljubljene. 
Leta 2007 sta SNG Nova Gorica in Gledališče Koper uprizorila prvo Mlakarjevo avtorsko predstavo Duohtar pod mus!, z 200. ponovitvami po vsej Slovenija je postala druga gledališka predstava, ki je prestopila mejo 200. uprizoritev. Leta 2011 sta gledališči na oder postavili njegovo novo predstavo - Sljhernik - priredbo Slehernika. Predstava je doživela več kot 180 ponovitev. Leta 2015 je luč ugledal še Pašjon, z izjemnim odzivom po vsej Sloveniji. Vse tri predstave so bile večkrat nagrajene, tudi na Dnevih komedije v Celju, Duohtar pod mus! je v Celju dosegla celo rekordno oceno, 4,9496.
Leta 2018 je prejel zlato piščal za življenjsko delo.

## Šansoni
Iztok Mlakar je splošni slovenski javnosti znan predvsem kot avtor domiselnih in včasih hudomušnih šansonov. V njih poje o večnih temah, kot so ljubezen, minevanje in smrt, pa tudi o življenjskih radostih (vino, dobra domača hrana) in boju malega človeka za pravičnost. V njegovih pesmih prepoznamo mnoge elemente socialistične družbene ureditve poznih 80. let bivše Jugoslavije, ki so predstavljeni na humoren, a pronicljiv način. Iztok ne poje v knjižni slovenščini. Večina pesmi je zapeta v primorskem (natančneje, goriškem) narečju, nekatere pa tudi v cerkljanskem ("Pubi, usidma se", "Var'se, čeča", "Očenaš", "Ajnglc"). Narečna besedila dajejo njegovim pesmim poseben domač čar. Kljub petju v primorskem narečju se v Iztokovih pesmih zrcali splošen slovenski narodni značaj. Iztok poje o preprostem slovenskem človeku, ki kljubuje svetovnim vojnam, težnjam velikih narodov in drugim nesrečam. V gostilni ob vinu se mu odpre duša in na dan privrejo najgloblje misli in življenjske resnice.

## Javni nastopi
Javni nastopi Iztoka Mlakarja potekajo večinoma v manjših družbah, saj Iztok ne želi prepevati na velikih koncertih pred množicami. Nastopi niso pogosti in zanje po navadi vlada veliko zanimanje, tako da je vstopnice zelo težko dobiti. Tak stil nastopov se lepo sklada z melosom njegovih pesmi. Ob dobri hrani in vinu se ustvari prijetno domače vzdušje, kjer se tudi občinstvo rado vključi v preprevanje pesmi. 

## Diskografija
- Štorije in baldorije  (1990)
- Balade in štroncade  (1994)
- Rimarije iz oštarije  (2001)
- Romance brez krjance  (2008)
- Porkaeva! (2017)
- Iztok Mlakar, Marko Hatlak & Funtango (2019)

### Glasba za video projekte
- Abesinija  (1999, režija: Karpo Godina)
- Čikorja an’ kafe  (2008, režija: Dušan Kastelic)

## Scenariji
- Duohtar pod mus! (scenarij in glasba), 2006
- Sljehrnik (scenarij in glasba), 2011
- Pašjon (scenarij in glasba), 2015
- Tutošomato (scenarij) jeseni 2019[2]

## Nagrade

### Gledališke nagrade
- 1990 - Priznanje ZDUS za vloge Ferruccia v uprizoritvi Komedijant, Novaka v uprizoritvi Jasnovidka ali Dan mrtvih in Jude v uprizoritvi Evangelij po Judi, Združenje dramskih umetnikov Slovenije
- 2004 - Posebna nagrada za izjemen igralski dvojec v uprizoritvi Čakajoč Godota (skupaj z Radošem Bolčino), Slovenski festival komornega gledališča SKUP
- 2007 - Nagrada Franceta Bevka za umetniške dosežke, MO Nova Gorica
- 2012 - Nagrada Prešernovega sklada za stvaritve na področju uprizoritvenih umetnosti
- 2015 - Priznanje Festivala komičnega gledališča KOMIGO 2014, Gorica, Italija

#### Borštnikovo srečanje
- 1987 - Borštnikova diploma in nagrada RTV Ljubljana za mladega igralca za vlogo Toulona v uprizoritvi Rdeči nosovi, 22. Festival Borštnikovo srečanje, Maribor

#### Dnevi komedije
- 2003 - Nagrada Žlahtni komedijant skupini rokodelcev (Janezu Starini, Ivu Barišiču, Danijelu Malalanu, Iztoku Mlakarju, Milanu Vodopivcu in Jožetu Hrovatu) v uprizoritvi Sen kresne noči, Dnevi komedije, Celje
- 2008 - Žlahtni komedijant za vlogo Sganarela v uprizoritvi Duohtar pod mus!, Dnevi komedije, Celje
- 2016 - Žlahtni komedijant kot avtor komedije in glasbe za predstavo Pašjon ter interpret Hudiča, Dnevi komedije 2016

#### Severjeva nagrada
2004 - Nagrada sklada Staneta Severja za Vladimirja v uprizoritvi Čakajoč Godota, Jana Matkoviča v uprizoritvi Oblika mize in Voltora v uprizoritvi Volpone

#### Tantadruj
- 2017 - Za umetniški dosežek v predstavi Stari klovni – skupaj s soigralcema Radošem Bolčino in Gojmirjem Lešnjakom – Gojcem

### Ostale nagrade
- 1993 - Ježkova nagrada za dosežke, ki jih je dosegel kot kantavtor in humorist, podeljuje RTV Slovenija
- 2004 - Viktorji 2003 - Viktor za posebne dosežke
- 2012 - Nagrada Prešernovega sklada
- 2018 - Zlata piščal za življenjsko delo